# José Javier Rodríguez Alcaide
José Javier Rodríguez Alcaide (Baena, Córdoba, 31 de marzo de 1938) es un economista, profesor universitario y político español.

## Biografía
Licenciado en Veterinaria por la Universidad de Córdoba, en Ciencias Empresariales por la de Sevilla y máster en Economía Agraria obtenido en Estados Unidos. Entró en el Instituto de Desarrollo Regional (donde conoció a Manuel Clavero Arévalo y Jaime García Añoveros) y después, al final de la dictadura, fue elegido diputado provincial por el tercio de entidades en la diputación cordobesa. Este último cargo le permitió participar en la Comisión Promotora de un Ente Regional para Andalucía.
Durante la Transición, fue uno de los fundadores del Partido Social Liberal Andaluz, integrado después en Unión de Centro Democrático (UCD). En la legislatura constituyente fue diputado en el Congreso por la circunscripción electoral de Córdoba al resultar elegido en 1977. Entre 1978 y 1979, fue secretario general técnico del Ministerio de Agricultura. Con el fracaso y disolución de la UCD tras la derrota en las elecciones de 1982, Rodríguez Alcaide fue alejándose de la política activa.
Es profesor de Economía en la Universidad de Córdoba desde 1995 y, desde 2000, dirige en la misma universidad la  Cátedra Prasa de Empresa Familiar. Formó parte de los fundadores de La Voz de Córdoba y presidió el diario Córdoba (1990-1995 / 1997-1999). Escribió durante varios años en la edición cordobesa de ABC una columna de opinión semanal hasta 2009.
Autor de numerosas publicaciones, artículos científicos y libros sobre desarrollo sostenible en el uso agrario y ganadero del territorio, así como las implicaciones económico sociales.

## Obras seleccionadas

###### Artículos
- 1975: La planificación regional en Andalucía. Información Comercial Española, ICE: Revista de economía, ISSN: 0019-977X, núm. 503, págs. 50-53.[7]
- 1997: Determinación de la función de producción y el beneficio máximo en explotaciones lecheras extensivas en Argentina. Archivos de zootecnia, ISSN: 0004-0592, Vol. 46, núm. 173, págs. 9-19.[8]
- 1998: Conservación de razas autóctonas, economías sostenibles y utilitarismo,  Archivos de zootecnia, ISSN: 0004-0592, Vol. 47, núm. 178-179.[9]
- 1998: Optimización del engorde de bovinos en pastoreo en la Pampa Argentina mediante programación lineal, Investigación agraria. Producción y sanidad animales, ISSN: 0213-5035, Vol. 13, núm. 1-3, págs. 99-118.[10]

###### LIbros
- 2016: Escribir es hermoso vivir, Editores: Córdoba, Almuzara. ISBN: 978-84-16392-63-6.[11]
- 2013: Córdoba en el diván, Editores: Córdoba (España), Almuzara. ISBN: 978-84-15828-27-3.[12]
- 2011: La familia empresaria cordobesa y su empresa familiar, en colaboración con Maribel Rodríguez Zapatero y Magdalena Rodríguez Jiménez. Editores: Universidad de Córdoba (España). ISBN: 84-88423-76-4.[13]
- 2009: El peso de los martes, Editores: Córdoba, J. J. Rodríguez. ISBN: 84-88423-54-3.[14]
- 1997: Modelos decisionales en la planificación de zonas urbanas: una aplicación a los terrenos liberados por RENFE en la ciudad de Córdoba, en colaboración con Salud Millán Lara. Editores: Universidad de Córdoba (España). ISBN: 84-7801-386-5.[15]